# Bejanovo, Dobrici
Bejanovo (în bulgară Бежаново, în română Bejenari) este un sat în comuna Gheneral-Toșevo, regiunea Dobrici, Dobrogea de Sud, Bulgaria. 
Între anii 1913-1940 a făcut parte din plasa Casim a județului Caliacra, România. Majoritatea locuitorilor erau români.
Vasile Stroescu în lucrarea Dobrogea nouă pe căile străbunilor nota: În timpurile când era graniță, prin aceste locuri se strecurau toți nemulțumiții, toți cei ce se războiau cu ai lor și chiar în timpurile de restriște tot pe aici scăpau. Satul întemeiat s-a numit de turci Caceamac de la Cacimac-loc de fuga, iar de bulgari în ultimul timp Bejanovo-Bejănări, căci fusese locuit de bejănari. Pe aci s-a cultivat și porumb mult. Cum în bejănărit au folosit mult ca hrană mămăliga și boabele de porumb coapte (floricele), satului i-ar fi zis Caceamac, de la cuvântul turcesc, care înseamnă „mămăligă". E situat pe vale, înconjurat de dealuri la sud și nord. Valea are direcția spre Mangalia. Împrejurul satului sunt 6 movile. Se învecinează la răsărit cu satele Geaferfacâ, la apus Vicevo, la nord cu județul Constanța și la sud cu Simionovo.

## Demografie
Componența etnică a satului Bejanovo
     Bulgari (65%)
     Romi (30%)
     Nicio identificare (5%)
     Altele (0%)
La recensământul din 2011, populația satului Bejanovo era de 60 locuitori. Din punct de vedere etnic, majoritatea locuitorilor (65,0%) erau bulgari, cu o minoritate de romi (30,0%). Pentru 5,0% din locuitori nu este cunoscută apartenența etnică.